# Szinkronkorcsolya
A szinkronkorcsolya egy olyan sportág, ami a műkorcsolyára és a jégtáncra hasonlít. Formációban 16 sportoló korcsolyázik, kör, box, tömb és hasonló formákat alkotva. A programokban páros és csoportos emelések is vannak.
Az 1930-as években már show-ban és revükben megjelent. Az 1990-es években már világ kupákban versenyezhettek a korcsolyázók. 2000-ben volt az első hivatalos világbajnokság. A csapatoknak két programmal kell készülniük, egy rövid programmal és egy szabad programmal (kűrrel).
Ez is egy ISU (Internationale Skating Union) sportág. Lányok és fiúk is űzhetik, de többnyire lányokból állnak a csapatok. A legjobb nemzetek a svédek (akiknek magyar edzőjük van), a finnek, a kanadaiak, az amerikaiak és az oroszok. 
Magyarországon válogatott szinkronkorcsolya csapata, a Team Passion 2023-ban szerezték meg eddigi legjobb eredményüket és érték el a 7. helyezést a világbajnokságon az amerikai Lake Placid városában. A csapat a 4. legjobb nemzetként zárta a világ versenyt. Magyarországon már kétszer is rendeztek szinkronkorcsolya világbajnokságot 2008 és 2016-ban.